# 김부남 사건
김부남 사건은 1991년 1월 30일 김부남(당시 30세, 여성)이 9세 때 자신을 성폭행했던 송백권(당시 55세, 남성)을 살해한 사건이다.

## 개요
김부남은 자신이 9세 때 이웃집 아저씨인 송백권에게 성폭행을 당했다. 김부남은 성인이 된 후 결혼을 하였지만, 성관계를 거부하는 등 정상적인 결혼 생활을 이어가지 못했다. 1991년 1월 30일 김부남은 송백권을 찾아가 식칼로 낭심을 공격해 살해했으며, 현장에서 검거되었다.

## 판결
1991년 8월 26일, 1심 재판부는 김부남에게 징역 2년 6월 집행유예 3년, 치료감호를 선고하였으며, 이후 항소와 상고가 모두 기각되어 김부남은 약 1년 7개월간 공주 치료감호소에서 치료감호를 받은 뒤 1993년 5월 1일 석방되었다.

## 영향
김부남 사건은 아동 성폭행의 후유증을 알리는 계기가 되었으며, 김보은 김진관 사건과 함께 성폭력 특별법 제정에 직접적인 영향을 주었다.

## 방영 매체
- MBC 실화극장 죄와 벌 : 38화 '나는 짐승을 죽였다'
- KBS 과학수사대 스모킹 건 : 37회 ‘짐승을 죽였어요 - 김부남사건‘